# IFPI Hong Kong Group
IFPI Hong Kong Group ou IFPI Hong Kong é uma empresa oficial das gravadoras musicais de Hong Kong. É associada ao IFPI.